# Psylla aranetae
Psylla aranetae är en insektsart som beskrevs av Miyatake 1972. Psylla aranetae ingår i släktet Psylla och familjen rundbladloppor. Inga underarter finns listade i Catalogue of Life.